# Миланович, Зоран
Зо́ран Мила́нович (хорв. Zoran Milanović; род. 30 октября 1966, Загреб, Социалистическая Республика Хорватия, СФРЮ) — хорватский государственный и политический деятель, действующий президент Хорватии с 19 февраля 2020 года.
Политик левоцентристской ориентации, бывший премьер-министр Хорватии с 23 декабря 2011 по 22 января 2016 года. Бывший лидер коалиции Кукурику и Социал-демократической партии Хорватии.

## Биография
Родился в городе Синь на юге Хорватии. Учился в средней школе «Центр управления и правосудия», затем с отличием окончил юридический факультет в Загребском университете. Милановича, по его собственному признанию, в юности отличал бунтарский характер и склонность к дракам. В 1998 году окончил Свободный университет в Брюсселе (Бельгия), специалист в области европейского международного права, свободно владеет русским, английским, французским и немецким языками.
По окончании учёбы Миланович поступает на работу в один из загребских судов, а затем, в 1993 году, в Министерство иностранных дел. В МИД, по иронии судьбы, его нанимает его будущий политический оппонент и будущий премьер-министр Иво Санадер, находящийся ныне в тюрьме (20.11.2012 был приговорен судом к 10 годам тюремного заключения за получение взяток).
Через год Миланович уезжает работать по линии ОБСЕ в Нагорный Карабах. В 1996 году становится советником хорватской миссии при ЕС и НАТО в Брюсселе. Там же оканчивает аспирантуру. В 1999 году возвращается в МИД.
В это же время Миланович начинает свою политическую карьеру. Вступает в ряды Социал-демократической партии, образованной в 1990 году на базе Союза коммунистов Хорватии. До этого не состоял ни в одной партии. После победы СДП на выборах 2000 года Миланович начинает курировать в МИД отношения с НАТО. Через три года становится помощником министра иностранных дел Тонино Пицулы. После победы на выборах 2003 года партии Хорватское демократическое содружество (ХДС) Миланович покидает этот пост.
В 2004 году Милановича избирают в центральный комитет СДП, а два года спустя на короткое время становится пресс-секретарём партии.
После смерти лидера СДП Ивицы Рачана Миланович выставляет свою кандидатуру на пост председателя партии. Выдвижение его кандидатуры встречают овациями. Считается, что Рачан, говоривший незадолго до смерти о необходимости прихода «новых сил», поддерживал именно Милановича. Второго июня 2007 года на десятом внеочередном съезде СДП Милановича избирают председателем партии.
Рейтинг СДП начинает резко расти, и многие уже прогнозируют её победу на парламентских выборах 2007 года, однако политического опыта Милановича оказывается недостаточно, ХДС побеждает вновь. СДП становится крупнейшей оппозиционной силой в парламенте.
Пятого августа 2011 года Миланович создаёт предвыборную коалицию Кукурику, в которую помимо СДП решают войти Хорватская народная партия (ХНП) во главе с Радимиром Чачичем, Истрийская демократическая ассамблея (ИДА) Ивана Яковчича (Ivan Jakovčić) и Хорватская партия пенсионеров (ХПП), которую возглавляет Силвано Хреля (Silvano Hrelja).
Коалиция одерживает убедительную победу на очередных парламентских выборах 4 декабря 2011 года, получив большинство мандатов.
В 2019 году участвовал в выборах президента Хорватии. Прошёл во второй тур, набрав наибольшее количество голосов (29,5 %) и обойдя действующего президента Колинду Грабар-Китарович (26,7 %). В результате второго тура президентских выборов избран Президентом Хорватии.
18 февраля 2020 года вступил в должность, став пятым с момента обретения независимости президентом Хорватии.

### Президентские выборы 2024—2025 годов
Миланович баллотировался на второй президентский срок в декабре 2024 года. Несмотря на то, что он занял первое место, ему едва не удалось набрать абсолютное большинство голосов, набрав 49 % голосов, что привело к проведению второго тура выборов в январе 2025 года против Драгана Примораца из ХДС. Миланович одержал победу во втором туре, набрав 74,69 % голосов, что вновь сделало его президентом Хорватии. Доля голосов Милановича стала самой высокой среди кандидатов в президенты Хорватии с момента обретения независимости в 1991 году.

## Политические взгляды
24 февраля 2020 года Миланович решительно осудил сожжение чучела, изображающего однополую пару с ребёнком на фестивале в Имотски, назвав инцидент «бесчеловечным, совершенно неприемлемым актом», потребовал извинений от организаторов мероприятия, и заявил, что они «заслуживают самого решительного осуждения общественности, поскольку ненависть к другим, нетерпимость и бесчеловечность не являются и не будут хорватской традицией». Он также потребовал реакции со стороны соответствующих органов, тем более что за событием наблюдали дети, которые могли стать свидетелями распространения ненависти и подстрекательства к насилию.
В январе 2021 года он отказался участвовать в церемонии, посвященной операции «Масленица» 1993 года, поскольку на ней демонстрировался лозунг Хорватских оборонительных сил «За Родину — готовы!» (лозунг, используемый в том числе усташами).
В декабре 2021 года Миланович раскритиковал визит премьер-министра Андрея Пленковича в Украину, совершенный в начале новой эскалации российско-украинского кризиса, назвав Пленковича «простым шарлатаном».

### Взгляды на российское вторжение на Украину
В октябре 2022 года президент Хорватии Зоран Миланович заявил, что не поддерживает идею обучения 15 тысяч украинских солдат в Европе, потому что не хочет вовлечения своей страны в данный процесс. «Это приносит войну», — заявил он. Поэтому Миланович предупредил, что заранее отказывается от этой идеи, как верховный главнокомандующий. Касательно помощи Украине, он заявил, что поддержит пожертвования только в том случае если Хорватия получит замещающие средства. Миланович добавил, что многие наживаются на войне в Украине, например, на «политпарадах». Президент Хорватии также заявил, что «НАТО являет фактором, на 100 процентов вовлечённым в войну в Украине». «Это факт», — подчеркнул он.
В январе 2023 года президент Хорватии заявил, что «Вашингтон и НАТО ведут прокси-войну против России с помощью Украины». Президент Хорватии также заявил, что не видит смысла во введении санкций против Москвы: «План не может состоять в том, чтобы убрать Путина. План не может быть в санкциях. Санкции — это абсурд, мы ничего не добьёмся с их помощью. Они даже не сломили санкциями Милошевича. Они переходят от войны к войне. А я кем должен быть, рабом Америки?».
В июне 2023 года президент Хорватии Зоран Миланович заявил, что лозунг «Слава Украине!» не очень отличается от немецкого «Зиг хайль!» или приветствия хорватских националистов (усташей) «За Родину — готовы!» (хорв. Za dom spremni). После этого высказывания Миланович стал объектом критики для политиков Европейского союза. Утверждения Милановича повторили заявления официальных лиц России, по мнению которых приветствие связано исключительно с ОУН.

## Семья
Миланович с 1994 года женат. В браке с Саней Мусич-Миланович он воспитывает двоих сыновей — Анте и Марко.